# Giải bóng đá hạng tư quốc gia Cộng hòa Síp 1996–97
Giải bóng đá hạng tư quốc gia Cộng hòa Síp 1996–97 là mùa giải thứ 12 của giải bóng đá hạng tư Cộng hòa Síp. Adonis giành danh hiệu đầu tiên.

## Thể thức thi đấu
Có 14 đội tham gia Giải bóng đá hạng tư quốc gia Cộng hòa Síp 1996–97. Tất cả các đội đều thi đấu 2 trận, một trân sân nhà và một trận sân khách. Đội nhiều điểm nhất sẽ lên ngôi vô địch. Ba đội đầu bảng được lên chơi tại Giải bóng đá hạng ba quốc gia Cộng hòa Síp 1997–98 và ba đội cuối bảng xuống chơi ở các giải khu vực.

### Hệ thống điểm
Các đội bóng nhận 3 điểm cho một trận thắng, 1 điểm cho một trận hòa và 0 điểm cho một trận thua.

## Thay đổi so với mùa giải trước
Các đội thăng hạng Giải bóng đá hạng ba quốc gia Cộng hòa Síp 1996–97
- Iraklis Gerolakkou
- ASIL Lysi
- Kinyras Empas

Các đội xuống hạng từ Giải bóng đá hạng ba quốc gia Cộng hòa Síp 1995–96
- Digenis Oroklinis
- Digenis Akritas Ypsona
- Fotiakos Frenarou

Các đội thăng hạng từ các giải khu vực
- Enosis Kokkinotrimithia
- SEK Agiou Athanasiou

Các đội xuống hạng các giải khu vực
- Ethnikos Defteras
- Livadiakos Livadion
- APEY Ypsona

## Bảng xếp hạng
| Vị thứ | Đội                        | St. | T. | H. | B. | BT. | BB. | HS. | Đ. | Ghi chú                                                                |
| ------ | -------------------------- | --- | -- | -- | -- | --- | --- | --- | -- | ---------------------------------------------------------------------- |
| 1      | Adonis Idaliou             | 26  | 19 | 4  | 3  | 54  | 21  | 33  | 61 | Vô địch-Thăng hạng Giải bóng đá hạng ba quốc gia Cộng hòa Síp 1997–98. |
| 2      | Achilleas Ayiou Theraponta | 26  | 15 | 4  | 7  | 55  | 29  | 26  | 49 | Thăng hạng Giải bóng đá hạng ba quốc gia Cộng hòa Síp 1997–98.         |
| 3      | Enosis Kokkinotrimithia    | 26  | 14 | 6  | 6  | 58  | 33  | 25  | 48 | Thăng hạng Giải bóng đá hạng ba quốc gia Cộng hòa Síp 1997–98.         |
| 4      | MEAP Nisou                 | 26  | 10 | 8  | 8  | 46  | 31  | 15  | 38 |                                                                        |
| 5      | Vị thứeidonas Giolou       | 26  | 10 | 8  | 8  | 31  | 34  | -3  | 38 |                                                                        |
| 6      | Apollon Lympion            | 26  | 10 | 7  | 9  | 31  | 29  | 2   | 37 |                                                                        |
| 7      | Ellinismos Akakiou         | 26  | 10 | 7  | 9  | 33  | 40  | -7  | 37 |                                                                        |
| 8      | SEK Agiou Athanasiou       | 26  | 10 | 6  | 10 | 33  | 35  | -2  | 36 |                                                                        |
| 9      | AMEK Kapsalou              | 26  | 9  | 7  | 10 | 37  | 39  | -2  | 34 |                                                                        |
| 10     | Doxa Paliometochou         | 26  | 9  | 6  | 11 | 35  | 38  | -3  | 33 |                                                                        |
| 11     | Fotiakos Frenarou          | 26  | 10 | 3  | 13 | 32  | 39  | -7  | 33 |                                                                        |
| 12     | Digenis Oroklinis          | 26  | 8  | 7  | 11 | 32  | 34  | -2  | 31 | Xuống hạng các giải khu vực.                                           |
| 13     | Digenis Akritas Ypsona     | 26  | 7  | 2  | 17 | 31  | 68  | -37 | 23 | Xuống hạng các giải khu vực.                                           |
| 14     | AEK Kythreas               | 26  | 3  | 1  | 22 | 19  | 57  | -38 | 10 | Xuống hạng các giải khu vực.                                           |

Hệ thống điểm: Thắng=3 điểm, Hòa=1 điểm, Thua=0 điểm
Quy tắc xếp hạng: 1) Điểm, 2) Hiệu số, 3) Bàn thắng

## Kết quả
| ↓Home / Away→ | DNA | AEK | AMK | APL | ACL | DGY | DGO | DOX | ELN | ENS | MPN | VỊ THỨ | SEK | FOT |
| ------------- | --- | --- | --- | --- | --- | --- | --- | --- | --- | --- | --- | ------ | --- | --- |
| Adonis        |     | 5-0 | 1-1 | 1-0 | 2-1 | 3-1 | 2-0 | 2-1 | 2-1 | 4-0 | 2-0 | 4-0    | 4-0 | 4-1 |
| AEK           | 0-3 |     | 2-0 | 0-1 | 1-1 | 2-0 | 0-3 | 1-3 | 0-1 | 0-2 | 0-2 | 0-1    | 0-2 | 1-0 |
| AMEK          | 0-0 | 2-1 |     | 2-2 | 1-3 | 0-1 | 5-2 | 1-2 | 1-0 | 4-2 | 1-1 | 0-0    | 1-0 | 2-0 |
| Apollon       | 2-1 | 1-0 | 1-1 |     | 2-1 | 3-0 | 0-0 | 1-1 | 3-0 | 1-4 | 0-0 | 2-1    | 3-0 | 1-1 |
| Achilleas     | 2-3 | 4-2 | 1-1 | 2-0 |     | 5-0 | 2-0 | 1-0 | 5-1 | 0-0 | 2-2 | 6-1    | 1-0 | 2-0 |
| Digenis Yp.   | 0-2 | 3-1 | 4-5 | 1-0 | 0-3 |     | 1-1 | 2-1 | 0-0 | 3-0 | 2-6 | 1-0    | 4-0 | 0-4 |
| Digenis Or.   | 2-0 | 3-0 | 4-1 | 0-1 | 1-2 | 4-1 |     | 2-2 | 2-1 | 1-3 | 1-0 | 2-2    | 2-1 | 0-1 |
| Doxa          | 1-2 | 4-3 | 2-0 | 1-1 | 0-3 | 3-2 | 3-1 |     | 2-1 | 1-0 | 1-1 | 1-1    | 2-2 | 3-0 |
| Ellinismos    | 3-3 | 1-0 | 3-2 | 2-1 | 2-1 | 3-1 | 1-1 | 1-0 |     | 0-4 | 4-3 | 3-1    | 0-0 | 3-1 |
| Enosis        | 5-1 | 3-2 | 3-1 | 2-0 | 5-1 | 9-2 | 0-0 | 1-0 | 2-1 |     | 3-3 | 2-0    | 4-1 | 1-1 |
| MEAP          | 0-1 | 3-0 | 2-1 | 2-1 | 1-2 | 8-1 | 2-0 | 2-0 | 0-0 | 2-2 |     | 1-0    | 1-1 | 2-0 |
| Vị thứeidonas | 0-0 | 2-1 | 2-0 | 3-1 | 2-0 | 2-1 | 2-0 | 2-1 | 0-0 | 0-0 | 1-0 |        | 3-3 | 3-1 |
| SEK           | 0-1 | 3-0 | 0-2 | 3-2 | 1-0 | 2-0 | 1-0 | 4-0 | 1-1 | 1-0 | 2-1 | 1-1    |     | 4-0 |
| Fotiakos      | 0-1 | 4-2 | 0-2 | 0-1 | 1-4 | 1-0 | 0-0 | 1-0 | 4-0 | 3-1 | 3-1 | 3-1    | 2-0 |     |